# Dungeons & Dragons: Tower of Doom
Dungeons & Dragons: Tower of Doom – chodzona bijatyka, stworzona przez Capcom w roku 1992 na automaty do gry. Wydana została na automaty oraz Segę Saturn – jako część Dungeons & Dragons Collection, wraz z sequelem Dungeons & Dragons: Shadow over Mystara.
W tej części pojawia się czwórka bohaterów: Fighter, Elf, Cleric i Dwarf. Główną różnicą w stosunku do wielu innych chodzonych bijatyk, za to zbliżającą do tytułów pokroju Golden Axe jest fakt, że każda z postaci używa broni.
Sama mechanika rozgrywki jest dość prosta i zbliżona do takich gier jak Golden Axe, mianowicie, idąc w prawo, gracz mierzy się z kolejnymi, nadciągającymi wrogami, takimi jak koboldy. Grafika jest dwuwymiarowa, jednak dzieje się na wielu płaszczyznach, więc istnieje możliwość wejścia „w głąb ekranu”, przez co rozgrywka w rzeczywistości jest trójwymiarowa.
W Dungeons & Dragons: Tower of Doom jest też dostępny tryb gry wieloosobowej dla czterech graczy, którzy ze sobą współpracują – każdy kieruje wtedy inną postacią.